# ホンダ・CB250RS
CB250RS（シービーにひゃくごじゅうアールエス）は、本田技研工業が1980年から1983年に製造販売したネイキッドタイプのオートバイである。

## 概説
型式名MC02。軽量化を徹底追求し、高い操縦性を狙い開発された排気量250㏄クラス（軽二輪）のロードスポーツバイクである。
開発の経緯
1970年代までの250ccクラスロードスポーツモデルは、1クラス上となる350ccとのフレーム・車体の共用設計が常套とされていたが、1975年に免許制度が改正されたため350ccクラスは普通自動二輪車の上限排気量となる400ccに主力が移行。より一層大柄な車体が好まれた背景から250ccクラスのアンダーパワー感が顕著になった。
その一方で時期を同じくしたバイクブームや各バイク雑誌のキャンペーンもあり、スズキRG250やカワサキZ250FTなど他社が250cc専用設計モデルを投入した。
当時の本田技研工業は、250ccクラス主力としてホークを製造販売していたものの400ccモデルと共用車体であったことから車両重量は180kgにも達しており、他社の専用設計モデルに走行性能で優位性を保てないと判断し本モデルの開発に着手した。
車両解説
XL250S用L250SE型空冷4ストローク4バルブSOHC単気筒エンジンを本モデル用にチューニングし直し、MC02E型とした上で専用設計のダイヤモンド型フレームを採用し、同社独自のコムスターホイールや普及し始めていたキャストホイールではなくアルミニウムリム製スポークホイールを採用することで、ホークから大幅な軽量化となる装備重量139kgを実現。出力的にはホーク系の26→25psと1psダウンだが、それ以上に軽量化のメリットが優位となったことから、発売開始時にはイメージキャラクターにレーサー片山敬済を起用し『ヒラリ俊足 モダンシングル』のキャッチコピーで軽量化による高い運動性能をアピールした。

## 遍歴
1980年2月27日発表、同年3月1日発売
- フラットハンドル装備のType1とアップハンドル装備のType2の2モデルを設定[注 1]。
- マフラーはデュアルエキゾーストマニホールドパイプから続く左右2本出しとした。
- オプションにビキニカウル[注 2]を設定。
- 標準現金価格\298,000

1981年3月18日発表、同月19日発売
以下の仕様変更を実施したCB250RS-Zを追加。
- 始動はキックを廃止しセルフスターターへ変更[注 3]。
- 車重が130 kg（乾燥）・141 kg（整備）に増加。
- 吸排気系を含むエンジンチューニングの見直しで最高出力・最大トルクが向上。
- リアホイールハブの変更。
  - 最高出力：25 ps/8,500 rpm→26 ps/8,500 rpm
  - 最大トルク：2.2 kg-m/7,000 rpm→2.3 kg-m/7,000 rpm
- 50 km/h定地走行テスト燃費を53.0 km/Lに向上。
- エンジン本体の黒塗装を廃止。
- ハンドルをType1から10 mmアップのセミフラットタイプのみとし、全幅750 mm・全高1,070 mmとなる。
- フロントサスペンションをセミエア式化しインナーチューブのスライドメタル採用。
- ヘッドライトをH4ハロゲンバルブ（60/55 W）へ変更。
- フロントディスクブレーキをデュアルピストンキャリパーへ変更。
- 燃料タンクデザインを変更し容量を12→13 Lへ増加。
- シートカウルにロック付コンパートメントボックスを追加。
- ドライブチェーンをシールドタイプに変更。
- 標準現金価格\328,000

1981年8月
同年7月に開催された鈴鹿8時間耐久ロードレースでホンダ・フランスチームのRS1000が優勝したことを記念して、以下の特別仕様を施した限定モデルのCB250RS-ZRを発売。
- CB1100RBを踏襲した赤・白のボルドールカラーを採用。
- エンジン・マフラーへ黒塗装施工。
- ホイールリムにゴールドアルマイト採用。
- フロントサスペンションボトムケースへ金塗装施工。
- フレームおよびリヤサスペンションへ赤塗装施工。

1983年4月
エンジンヘッドをDOHCとしたCBX250RSへフルモデルチェンジされ生産終了。